# Патонай, Агнеш
А́гнеш Па́тонай (венг. Ágnes Patonai; род. 9 июня 1980, Будапешт) — венгерская кёрлингистка.
В составе женской сборной Венгрии участник трёх чемпионатов Европы (лучший результат - девятое место в 2012). Двукратная чемпионка Венгрии среди женщин. В составе смешанной сборной Венгрии участник чемпионата Европы (заняли четырнадцатое место). Чемпионка Венгрии среди смешанных команд. В составе смешанной парной сборной Венгрии участник чемпионата мира (заняли одиннадцатое место). Чемпионка Венгрии среди смешанных пар.
В «классическом» кёрлинге (команда из четырёх человек одного пола) играла в основном на позиции второго.

## Достижения
- Чемпионат Венгрии по кёрлингу среди женщин: золото (2012, 2013).
- Чемпионат Венгрии по кёрлингу среди смешанных команд: золото (2007).
- Чемпионат Венгрии по кёрлингу среди смешанных пар: золото (2009).

## Команды
| Сезон                                                           | Четвёртый       | Третий           | Второй            | Первый           | Запасной                                 | Турниры              |
| --------------------------------------------------------------- | --------------- | ---------------- | ----------------- | ---------------- | ---------------------------------------- | -------------------- |
| 2011—12                                                         | Ильдико Секереш | Александра Береш | Агнеш Патонай     | Богларка Адам    | Бланка Пати-Денчё                        | ЧЕ 2011 (11 место)   |
| 2012—13                                                         | Ильдико Секереш | Александра Береш | Агнеш Патонай     | Богларка Адам    | Бланка Пати-Денчё тренер: Gyöngyi Nagy   | ЧЕ 2012 (9 место)    |
| 2013—14                                                         | Ильдико Секереш | Агнеш Патонай    | Бланка Пати-Денчё | Агнеш Сентаннай  | Александра Береш тренер: Оле Ингвальдсен | ЧЕ 2013 (16 место)   |
| Кёрлинг среди смешанных команд (mixed curling)                  |                 |                  |                   |                  |                                          |                      |
| 2007—08                                                         | Péter Sárdi     | Агнеш Патонай    | Tamás Szabad      | Orsolya Kazacsay | Gyula Pomázi Írisz Tatorján              | ЧЕСК 2007 (14 место) |
| Кёрлинг среди смешанных пар (mixed doubles curling, микст-дабл) |                 |                  |                   |                  |                                          |                      |
| 2009—10                                                         | Péter Sárdi     | Агнеш Патонай    |                   |                  | тренер: Dorottya Mester                  | ЧМСП 2010 (11 место) |

(скипы выделены полужирным шрифтом)